# Raissac-sur-Lampy
Raissac-sur-Lampy è un comune francese di 378 abitanti situato nel dipartimento dell'Aude nella regione dell'Occitania.

## Società

### Evoluzione demografica
Abitanti censiti